# Erna Diez
Erna Diez, född 18 april 1913 i Kaschau (idag Košice), Österrike-Ungern, död 1 december 2001 i Graz, var en österrikisk arkeolog och konsthistoriker.

## Biografi
Familjen bodde först i Budapest och efter faderns död hade de en lägenhet i Wien. Efter tid vid gymnasium studerade Diez vid universitetet i Graz arkeologi, konsthistoria och allmän historia. Hon avslutade studierna 1937 med utmärkta resultat och började sedan en forskningsresa till Ostia Antica, Pompeji och Herculaneum. Året 1943 fick hon anställning vid arkeologiska institutet i Graz och undersökte romerska minnesmärken i Steiermark och Pettau (idag Ptuj). Efter kriget var Diez ansvarig för den arkeologiska samlingen i Graz som hade fått större skador. Hon fick sin habilitation efter avhandlingen Die Bildhauerwerkstätten von Vlavia Solva. Diez blev 1962 ledamot av Wiens arkeologiska institut. Hon var delaktig i verket Reallexikon für Antike und Christentum som utgavs i Bonn. Vid den internationella arkeologikongressen 1963 beskrev hon den antika konsten från Noricum. Bidraget bedömdes som den mest detaljerade om ämnet.
Diez publicerade ungefär 60 avhandlingar.